# FICP Wereldranglijst
De FICP Wereldranglijst was een regelmatigheidsklassement voor wielrenners dat bestond tussen 1984 en 2004. In elke UCI-wedstrijd konden punten behaald worden. Tussen 1984 en 1992 werd het klassement opgesteld door de Fédération Internationale de Cyclisme Professionnel (FICP), het orgaan binnen de UCI dat instond voor de organisatie van wedstrijden voor beroepsrenners. Van 1993 tot 2004 stelde de Internationale Wielerunie (UCI) het klassement op.

## Geschiedenis
De FICP Wereldranglijst werd voor het eerst georganiseerd in 1984. Sean Kelly was de eerste eindwinnaar en zou ook de vier daaropvolgende jaren het eindklassement op zijn naam schrijven. Met vijf eindzeges is hij recordhouder.
De ranglijst werd tussen 1984 en 1987 gelijktijdig georganiseerd met de Super Prestige Pernod en tussen 1988 en 2004 met de UCI Wereldbeker.

## Winnaars
| Jaar | Winnaar              | Tweede             | Derde               | Vierde             | Vijfde             |
| ---- | -------------------- | ------------------ | ------------------- | ------------------ | ------------------ |
| 1984 | Sean Kelly           | Giuseppe Saronni   | Bernard Hinault     | Phil Anderson      | Stephen Roche      |
| 1985 | Sean Kelly           | Phil Anderson      | Bernard Hinault     | Greg LeMond        | Eric Vanderaerden  |
| 1986 | Sean Kelly           | Greg LeMond        | Adrie van der Poel  | Claude Criquielion | Phil Anderson      |
| 1987 | Sean Kelly           | Stephen Roche      | Adrie van der Poel  | Moreno Argentin    | Claude Criquielion |
| 1988 | Sean Kelly           | Charly Mottet      | Steven Rooks        | Adrie van der Poel | Rolf Gölz          |
| 1989 | Laurent Fignon       | Charly Mottet      | Sean Kelly          | Pedro Delgado      | Tony Rominger      |
| 1990 | Gianni Bugno         | Claudio Chiappucci | Charly Mottet       | Miguel Indurain    | Marino Lejarreta   |
| 1991 | Gianni Bugno         | Miguel Indurain    | Claudio Chiappucci  | Franco Chioccioli  | Johan Museeuw      |
| 1992 | Miguel Indurain      | Tony Rominger      | Claudio Chiappucci  | Gianni Bugno       | Olaf Ludwig        |
| 1993 | Miguel Indurain      | Tony Rominger      | Maurizio Fondriest  | Claudio Chiappucci | Alex Zülle         |
| 1994 | Tony Rominger        | Miguel Indurain    | Claudio Chiappucci  | Jevgeni Berzin     | Maurizio Fondriest |
| 1995 | Laurent Jalabert     | Tony Rominger      | Miguel Indurain     | Johan Museeuw      | Alex Zülle         |
| 1996 | Laurent Jalabert     | Alex Zülle         | Bjarne Riis         | Johan Museeuw      | Michele Bartoli    |
| 1997 | Laurent Jalabert     | Jan Ullrich        | Michele Bartoli     | Alex Zülle         | Pavel Tonkov       |
| 1998 | Michele Bartoli      | Laurent Jalabert   | Abraham Olano       | Marco Pantani      | Michael Boogerd    |
| 1999 | Laurent Jalabert     | Michael Boogerd    | Frank Vandenbroucke | Andrei Tchmil      | Davide Rebellin    |
| 2000 | Francesco Casagrande | Erik Zabel         | Romāns Vainšteins   | Lance Armstrong    | Roberto Heras      |
| 2001 | Erik Zabel           | Erik Dekker        | Davide Rebellin     | Lance Armstrong    | Gilberto Simoni    |
| 2002 | Erik Zabel           | Lance Armstrong    | Paolo Bettini       | Robbie McEwen      | Mario Cipollini    |
| 2003 | Paolo Bettini        | Erik Zabel         | Alessandro Petacchi | Gilberto Simoni    | Davide Rebellin    |
| 2004 | Damiano Cunego       | Paolo Bettini      | Erik Zabel          | Óscar Freire       | Alejandro Valverde |